# 巴耶西托 (科羅拉多州)
巴耶西托（英語：Vallecito）是位於美國科羅拉多州拉普拉塔縣的一個非建制地區。該地的面積和人口皆未知。

## 地理
巴耶西托的座標為37°22′35″N 107°35′07″W / 37.37639°N 107.58528°W，而該地的平均海拔高度為2377米（即7800英尺）。